# Vila Nova de Poiares
Pour les articles homonymes, voir Poiares.
Vila Nova de Poiares est une municipalité (en portugais : concelho ou município) du Portugal, située dans le district de Coimbra et la région Centre.

## Géographie
Vila Nova de Poiares est limitrophe :
- au nord, de Penacova,
- à l'est, d'Arganil,
- au sud-est, de Góis,
- au sud, de Lousã,
- au sud-ouest, de Miranda do Corvo,
- à l'ouest, de Coimbra.

## Histoire
La municipalité a été créée en 1836, par démembrement partiel de celles de Penacova et de Coimbra, et élevée au rang de « ville » en 1905.

## Démographie
| 1849  | 1900  | 1930  | 1960  | 1981  | 1991  | 2001  | 2004  | 2011  |
| ----- | ----- | ----- | ----- | ----- | ----- | ----- | ----- | ----- |
| 6 848 | 7 900 | 7 763 | 7 518 | 6 649 | 6 161 | 7 061 | 7 291 | 7 281 |

## Subdivisions
La municipalité de Vila Nova de Poiares groupe 4 paroisses (freguesia, en portugais) :
- Arrifana
- Lavegadas
- Poiares ou « Santo André »
- São Miguel de Poiares

## Jumelage
Douchy-les-Mines (France)